# Geoff Bent
Geoffrey »Geoff« Bent, angleški nogometaš, * 27. september 1932, Salford, Anglija, Združeno kraljestvo, † 6. februar 1958, München, Zahodna Nemčija.
Bent je bil eden od Busbyjevih mladcev, ki so se prebili iz mladinskih vrst Manchester Uniteda v člansko ekipo. Februarja 1958 je umrl v münchenski letalski nesreči.
Rodil se je v  Salfordu, Lancashire. Unitedu se je pridružil poleti 1948, ko je prenehal s šolanjem. Po več sezonah igranja za mladinsko in rezervno ekipo je leta 1951 postal profesionalec. V nekaj manj kot desetletju igranja za rdeče vrage je zbral le 12 nastopov, saj ob konkurenci Rogerja Byrna in Billa Foulkesa na svojem igralnem položaju ni dobival veliko priložnosti.
V sezoni 1957/58 ni zaigral niti enkrat in je v Beograd na gostovanje k Crveni zvezdi odpotoval zgolj kot menjava za Rogerja Byrna, ki sprva ni načrtoval nastopiti zaradi poškodbe. Byrne je nato stisnil zobe in vseeno zaigral.
Benta so pokopali na pokopališču St. John's Churchyard. Le štiri mesece pred smrtjo je postal oče hčerki Karen. Njegova vdova Marion živi še danes in je leta 1998 prispevala svoj delež k ITV-jevemu dokumentarnemu filmu Munich: End of a Dream, s katerim so obeležili 40. obletnico tragedije.